# Chiesa di San Francesco da Paola (Brescia)
La Chiesa di San Francesco da Paola fu costruita dai frati Minimi di San Francesco da Paola sul luogo di una precedente chiesa dedicata a San Giovanni Battista. La chiesa ha sede in Via Benacense 27 a Brescia.

## Storia
La parrocchia di San Francesco da Paola nacque nel 1586 con un decreto del cardinale san Carlo Borromeo del 1581.  I Frati Minimi di San Francesco da Paola giunsero a Brescia nel 1588 e costruirono la chiesa e un monastero per garantire l'assistenza religiosa a coloro che abitavano sui Ronchi, colline a nord di Brescia, e nelle campagne intorno, venendo le porte di Brescia chiuse nelle ore notturne e in particolari circostanze di pericolo. I frati rimasero fino al 1772, quando i decreti della Repubblica di Venezia abolirono il convento.

## Descrizione

### Esterno
Si accede alla chiesa per una lunga scalinata fiancheggiata da due terrapieni. La facciata conserva le linee cinquecentesche, ed è caratterizzata da quattro lesene di ordine tuscanico. Vi si aprono quattro finestre, quadrate le due inferiori, rettangolari le più alte. Il portale d'ingresso é architravato in marmo Botticino. Al di sopra si colloca una nicchia che accoglie un affresco del secolo XVII raffigurante san Francesco da Paola e un angelo reggente un cartiglio con il motto dei frati Minimi Charitas.

### Interno
L'interno è costituito da un'unica navata con volta a botte, preceduta da un atrio con volta a crociera sovrastata dalla balconata della cantoria contenente l'organo ottocentesco di Giovanni Tonoli.
Ai lati della navata sono collocati cinque altari in marmo policromo intarsiato.
Dietro una balaustra a colonnine in marmo di Botticino intarsiate si trova rialzato il presbiterio con l'altare maggiore pure scolpito in marmo di Botticino con intarsi policromi e madreperla della ﬁne del Seicento primi Settecento.  La pala dell'altare maggiore, raffigurante San Giovanni e il battesimo di Gesù nelle acque del Giordano è ottocentesca. Sulle pareti laterali vi sono affreschi di Vittorio Trainini raffiguranti fra l'altro Mosè e i santi Luca, Fermiano e Geronimo.